# Gand-Wevelgem 1984
La 46e édition de Gand-Wevelgem a eu lieu le 4 avril 1984. Elle a été remportée par l'Italien Guido Bontempi (Carrera-Inoxpran), il est suivi dans le même temps par le Belge Eric Vanderaerden (Panasonic) et par l'Italien Pierino Gavazzi (Atala-Campagnolo).

## Classement final
La course est remportée par l'Italien Guido Bontempi (Carrera-Inoxpran).
| \| Classement général \| Classement général \| Classement général \| Classement général \| Classement général \| \| Coureur \| Coureur \| Pays \| Équipe \| Temps \| \| ------------------ \| ------------------ \| ------------------ \| ----------------------- \| ------------------ \| \| 1er \| Guido Bontempi \| Italie \| Carrera-Inoxpran \| 6 h 09 min 00 s \| \| 2e \| Eric Vanderaerden \| Belgique \| Panasonic-Raleigh \| + 0 s \| \| 3e \| Pierino Gavazzi \| Italie \| Atala-Campagnolo \| + 0 s \| \| 4e \| Francis Castaing \| France \| Peugeot-Shell-Michelin \| + 0 s \| \| 5e \| Ad Wijnands \| Pays-Bas \| Kwantum Hallen-Decosol \| + 0 s \| \| 6e \| Eddy Planckaert \| Belgique \| Panasonic-Raleigh \| + 0 s \| \| 7e \| Stefan Mutter \| Suisse \| \| + 0 s \| \| 8e \| Rudy Dhaenens \| Belgique \| Splendor-Jacky Aernoudt \| + 0 s \| \| 9e \| Greg LeMond \| États-Unis \| Renault-Elf \| + 0 s \| \| 10e \| Pol Verschuere \| Belgique \| Europ Decor-Boule d'Or \| + 0 s \| |                   |            |                         |                 |
| |                   |            |                         |                 |
| Sources : ProCyclingStats Cycling Archives |                   |            |                         |                 |
| Classement général |                   |            |                         |                 |
| Coureur | Coureur           | Pays       | Équipe                  | Temps           |
| 1er | Guido Bontempi    | Italie     | Carrera-Inoxpran        | 6 h 09 min 00 s |
| 2e | Eric Vanderaerden | Belgique   | Panasonic-Raleigh       | + 0 s           |
| 3e | Pierino Gavazzi   | Italie     | Atala-Campagnolo        | + 0 s           |
| 4e | Francis Castaing  | France     | Peugeot-Shell-Michelin  | + 0 s           |
| 5e | Ad Wijnands       | Pays-Bas   | Kwantum Hallen-Decosol  | + 0 s           |
| 6e | Eddy Planckaert   | Belgique   | Panasonic-Raleigh       | + 0 s           |
| 7e | Stefan Mutter     | Suisse     |                         | + 0 s           |
| 8e | Rudy Dhaenens     | Belgique   | Splendor-Jacky Aernoudt | + 0 s           |
| 9e | Greg LeMond       | États-Unis | Renault-Elf             | + 0 s           |
| 10e | Pol Verschuere    | Belgique   | Europ Decor-Boule d'Or  | + 0 s           |